# John Marshall (sportiv)
John Marshall (n. 29 martie 1930, Sydney, Noul Wales de Sud, Australia – d. 31 ianuarie 1957, Melbourne, Victoria, Australia) a fost un înotător ce a reprezentat Australia, medaliat olimpic. A participat la 3 ediții ale Jocurilor Olimpice (1948, 1952, 1956) în care a câștigat două medalii de argint și o medalie de bronz.